# Ulica Bocheńska w Krakowie
Ulica Bocheńska – ulica w Krakowie, w dzielnicy I Stare Miasto, na Kazimierzu.
Łączy ulicę Gazową z placem Wolnica. Ma długość ok. 140 m.

## Historia
Droga w tym miejscu istniała już w średniowieczu i prowadziła ona wtedy od Rynku Kazimierskiego (dziś plac Wolnica) w stronę Rynku Bydlnego. Nieznana jest jej pierwotna nazwa. Około 1512 roku wybudowano w okolicy obecnej ul. Gazowej nową bramę, nazwaną bramą Bocheńską (była to konieczność w związku z likwidacją bramy Bydlnej, która znalazła się na obrzeżach ówczesnej dzielnicy Kazimierz). Istniejąca w tym rejonie zabudowa uległa zniszczeniu podczas najazdów szwedzkich w drugiej połowie XVII wieku. Od początku XVIII wieku aż do połowy XIX wieku był to teren niezbudowany. Bramę Bocheńską rozebrano na początku XIX wieku. 
Ulica pojawiła się na pierwszych planach miasta w 1878 jako ul. Pusta (co miało związek z jej ówczesnym wyglądem). W 1907  Rada Miasta Krakowa nadała ulicy oficjalnie obecną nazwę nawiązującą do zburzonej Bramy Bocheńskiej. Mimo oficjalnej zmiany, nazwa poprzednia używana była jeszcze przez długi czas.

## Zabudowa
Po parzystej stronie ulicy:
- ul. Bocheńska 2 (pl. Wolnica 11) – kamienica zbudowana w XIV wieku. Umieszczona jest na niej tablica informująca, że w tym miejscu, w 1868 odkryto relikty budowli uniwersyteckich, które król Kazimierz Wielki zaczął wznosić, ale nie zostały nigdy ukończone.
- ul. Bocheńska 4 – Synagoga Szejrit Bne Emuna, zbudowana w 1914 wieku według projektu Henryka Lamensdorfa, obecnie przychodnia lekarska.
- ul. Bocheńska 6 – kamienica zbudowana w 1903 roku.
- ul. Bocheńska 8 (ul. Gazowa 9) – kamienica zbudowana w XIX wieku.

Po nieparzystej stronie ulicy:
- ul. Bocheńska 1 (ul. Mostowa 2) – kamienica zbudowana w 1867 roku.
- ul. Bocheńska 5 – kamienica zbudowana w 1903 roku.
- ul. Bocheńska 7 – kamienica w podworcu której znajduje się sala teatru żydowskiego, zbudowana w 1908 roku według projektu Beniamina Torbego. Od 1945 siedziba Teatru Kolejarza.
- ul. Bocheńska 9 (ul. Gazowa 11) – kamienica zbudowana w 1908 roku według projektu Beniamina Torbego.

Opracowano na podstawie źródła: Gminnej ewidencji zabytków – Kraków.

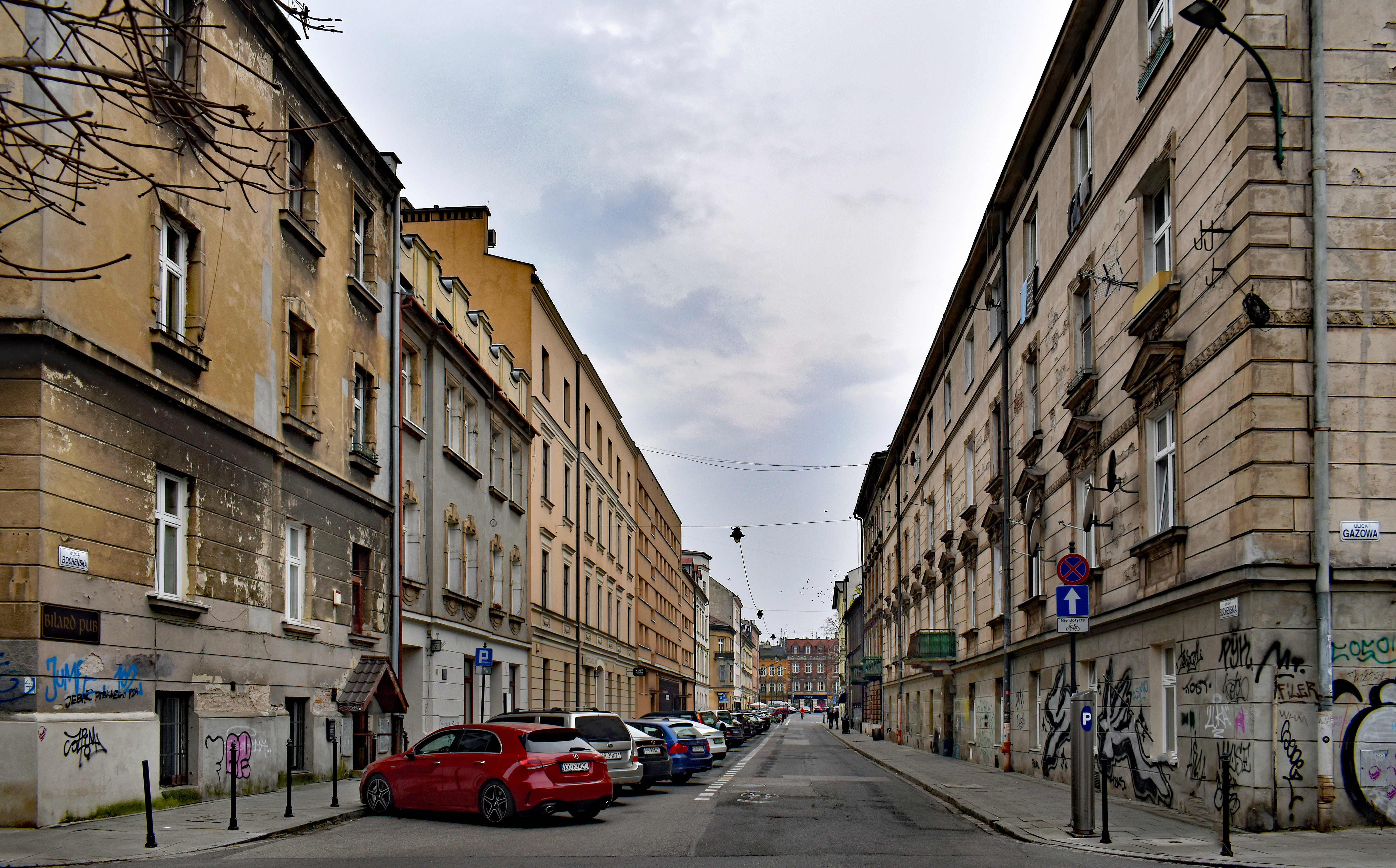
Widziana z ul. Gazowej
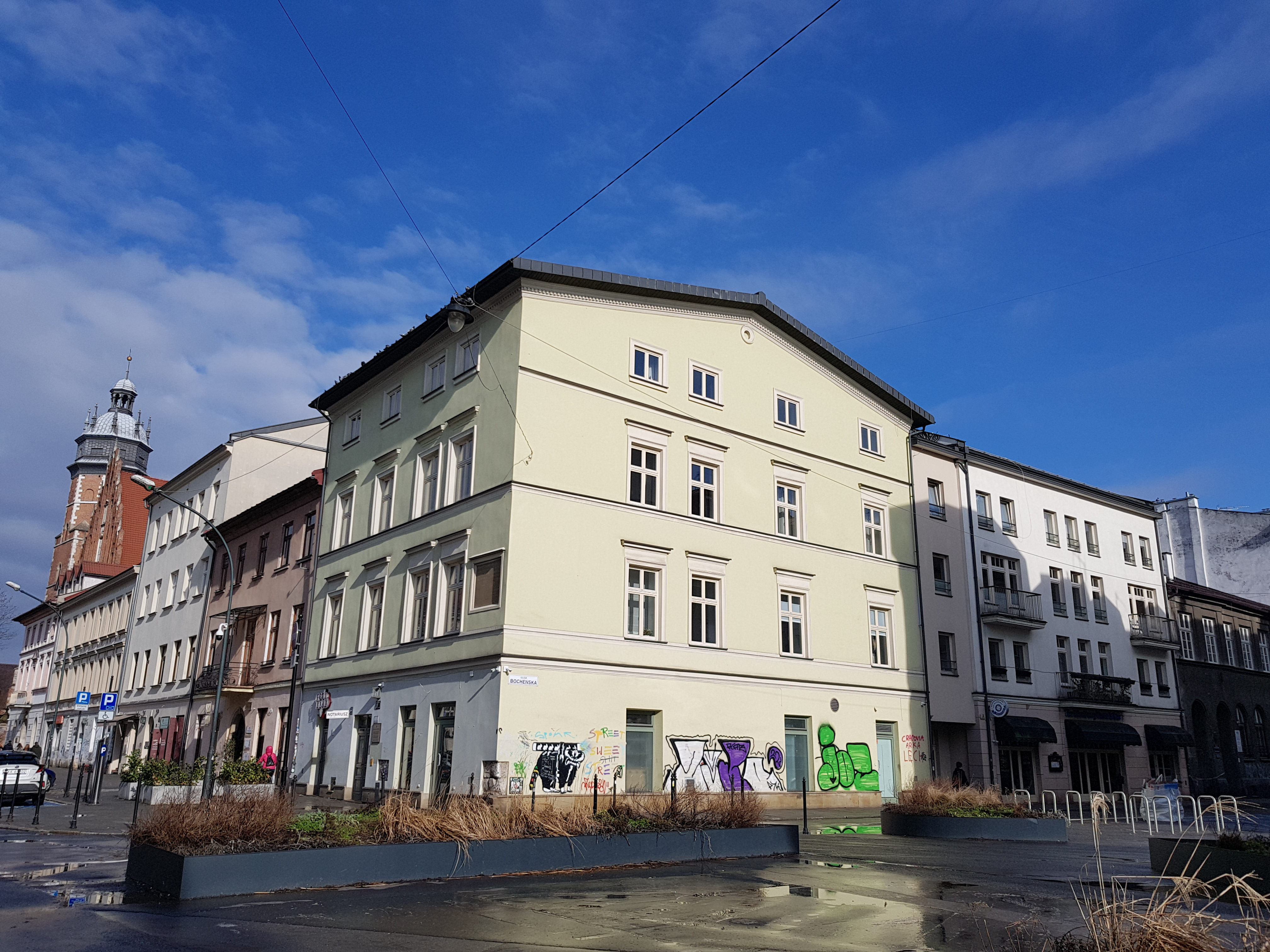
Kamienica, ul. Bocheńska 2
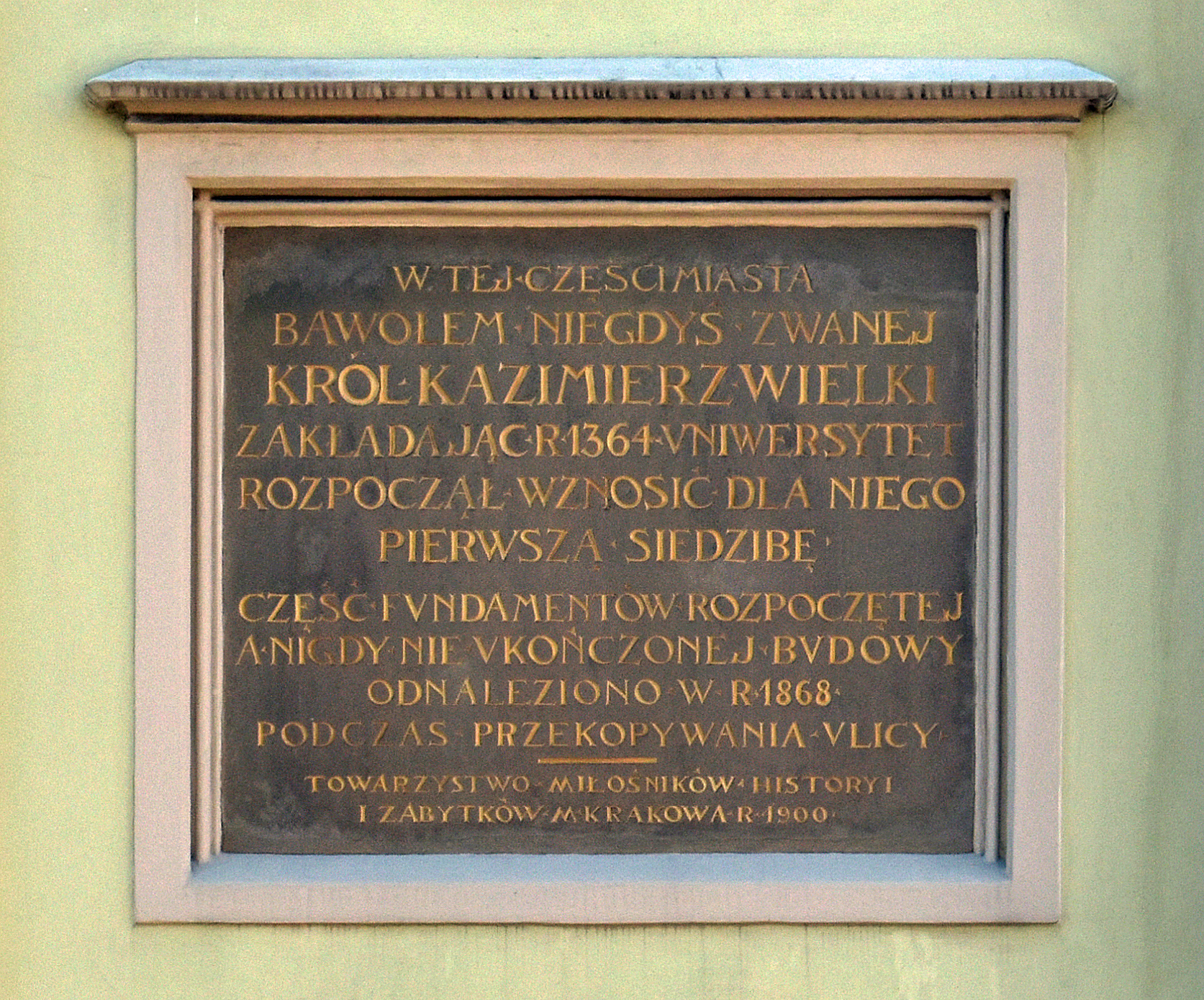
ul. Bocheńska 2 Tablica pamiątkowa.
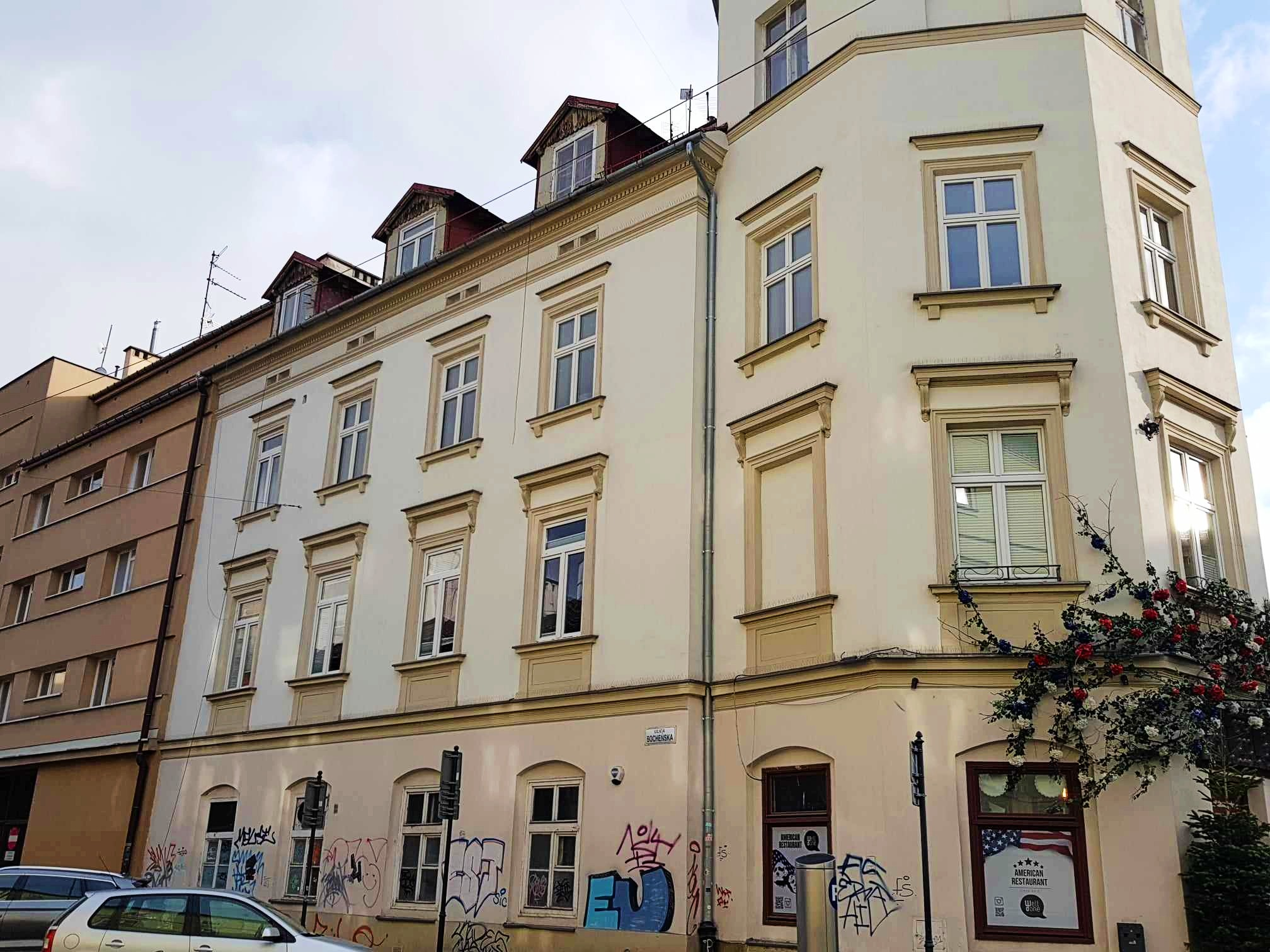
ul. Bocheńska 1 Kamienica (1867)
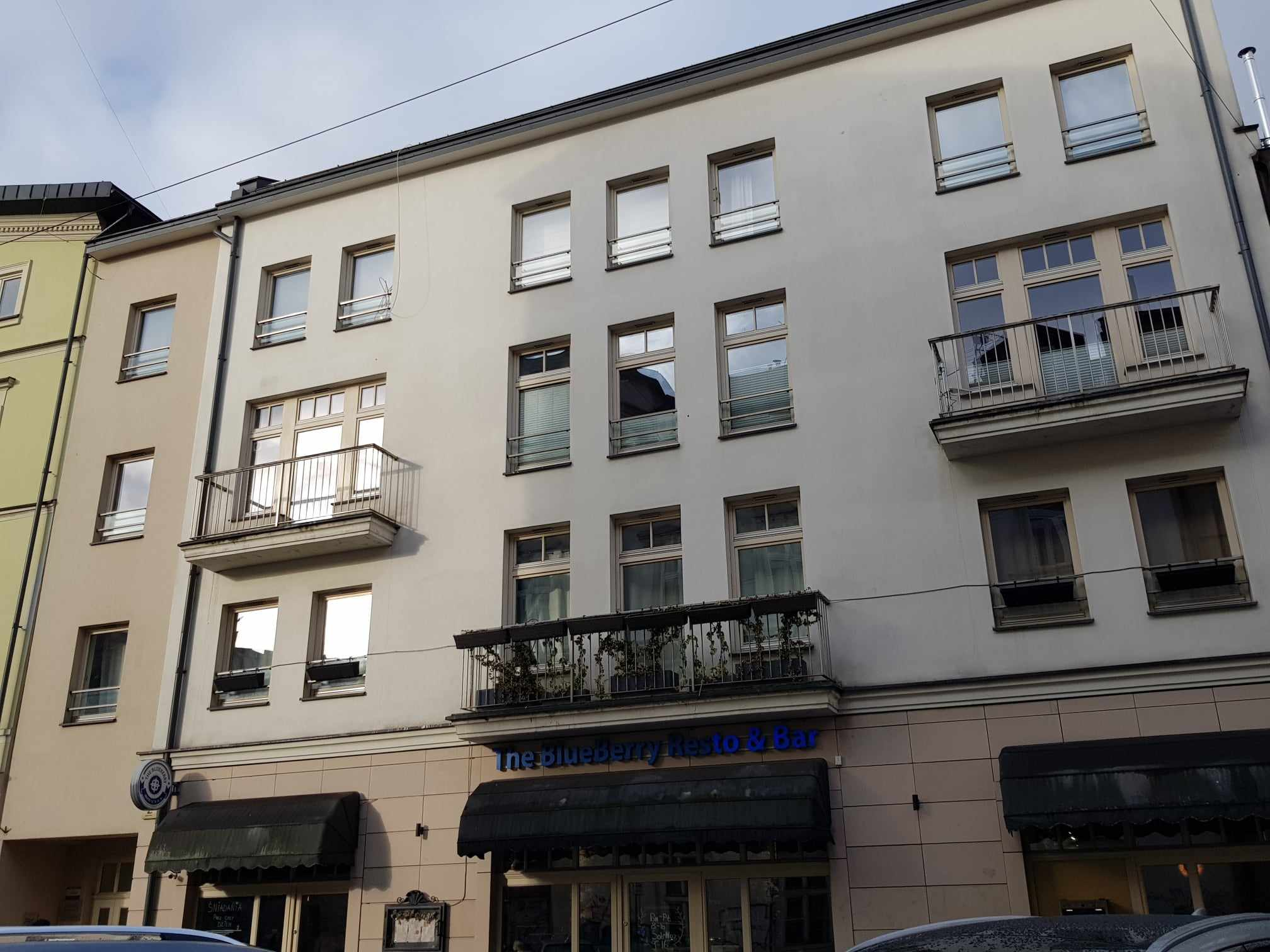
ul. Bocheńska 2a
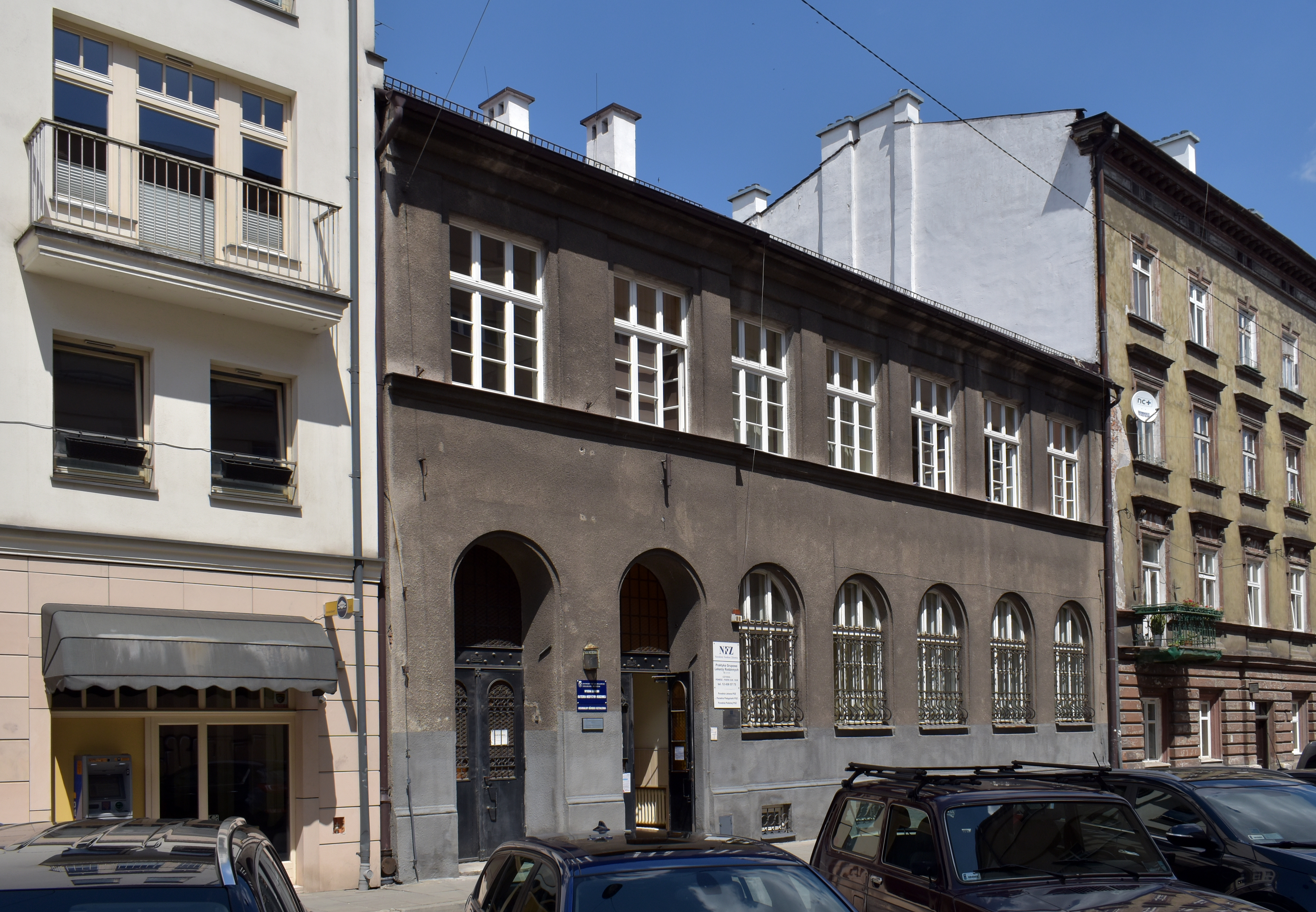
ul. Bocheńska 4 Synagoga Szejrit Bne Emuna (proj. Henryk Lamensdorf, 1914)
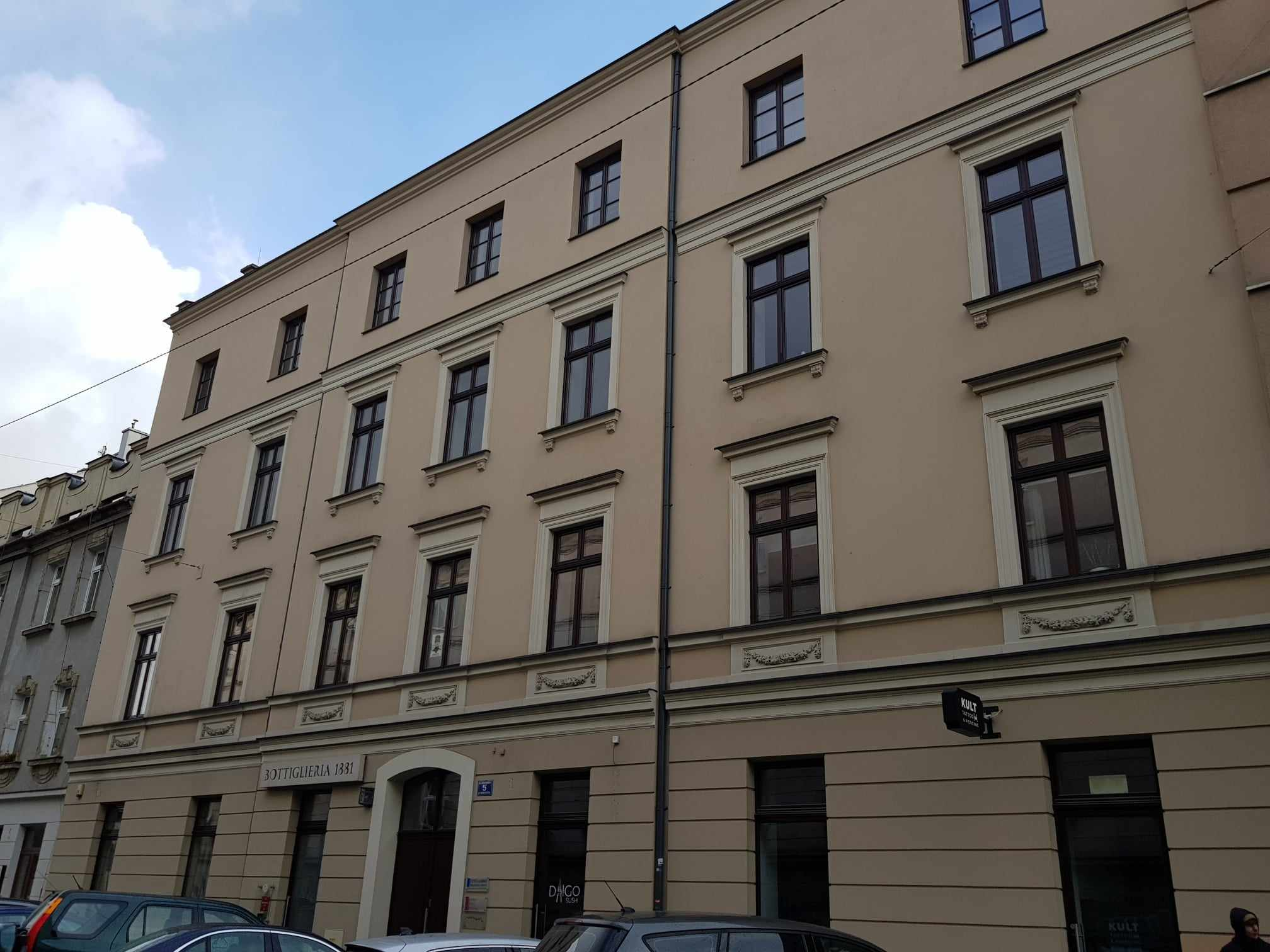
ul. Bocheńska 5 Kamienica (1903)
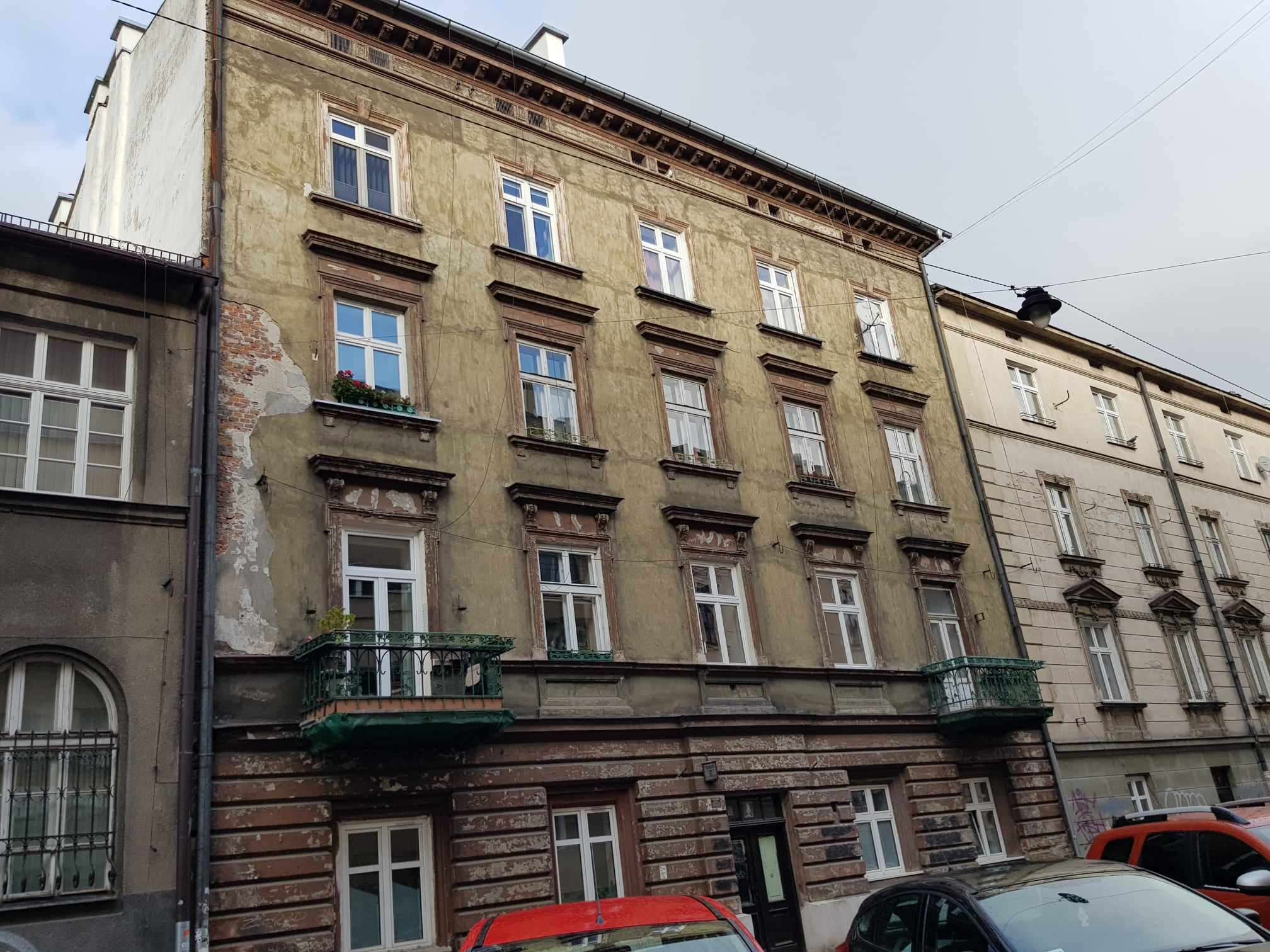
ul. Bocheńska 6 Kamienica (1903)
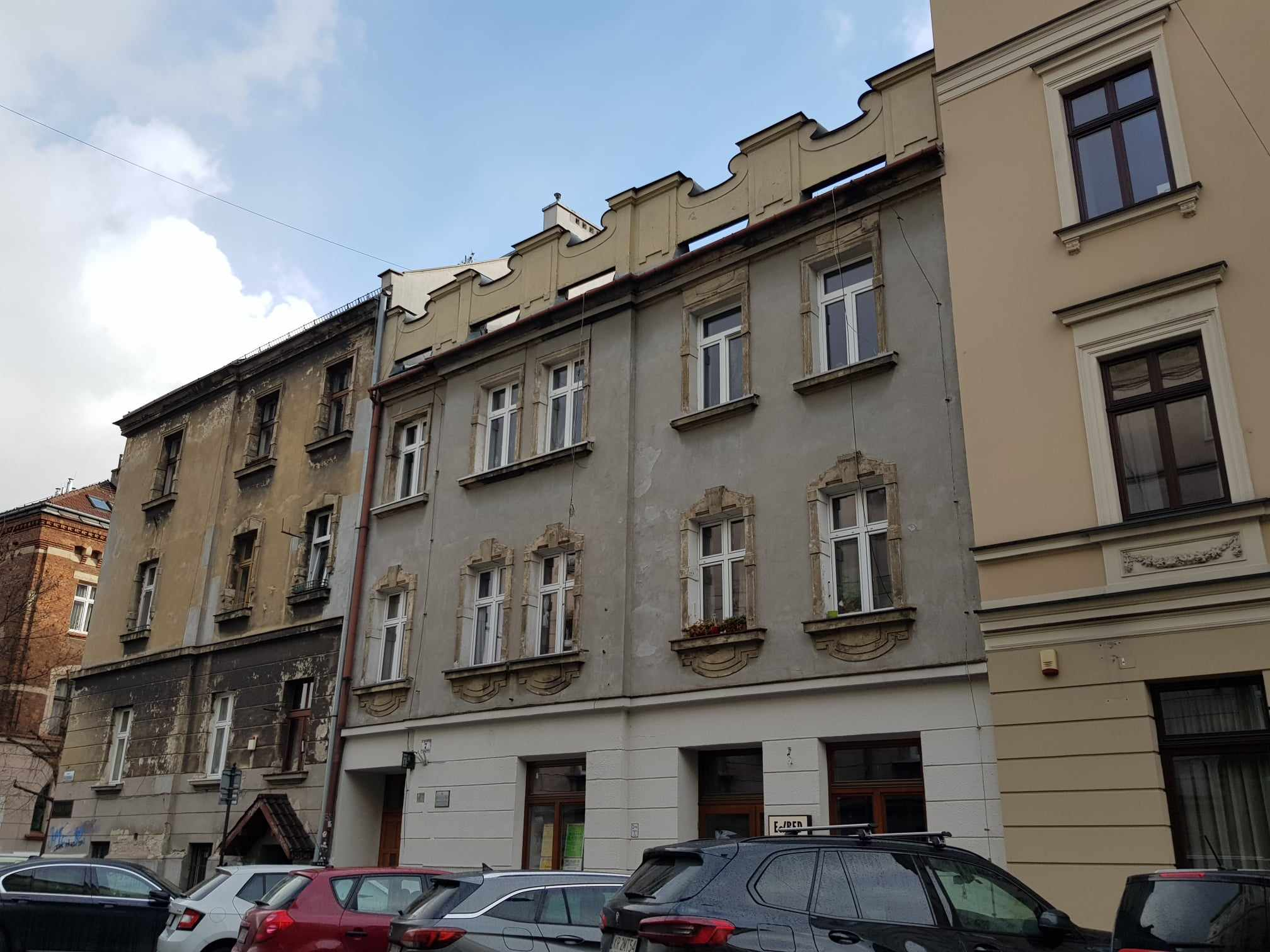
ul. Bocheńska 7 Kamienica (proj. Beniamin Torbe, 1908)
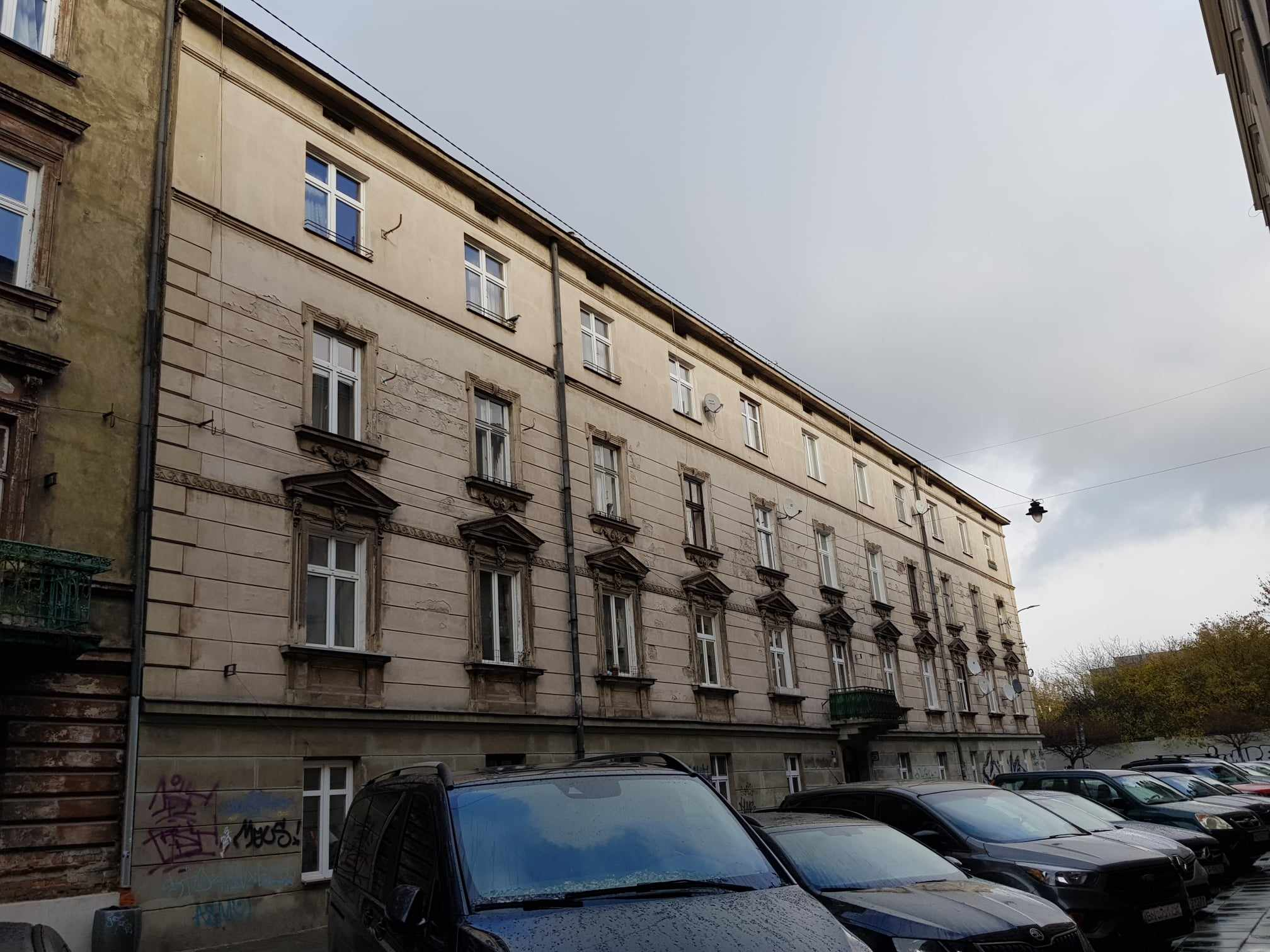
ul. Bocheńska 8 Kamienica (XIX w.)
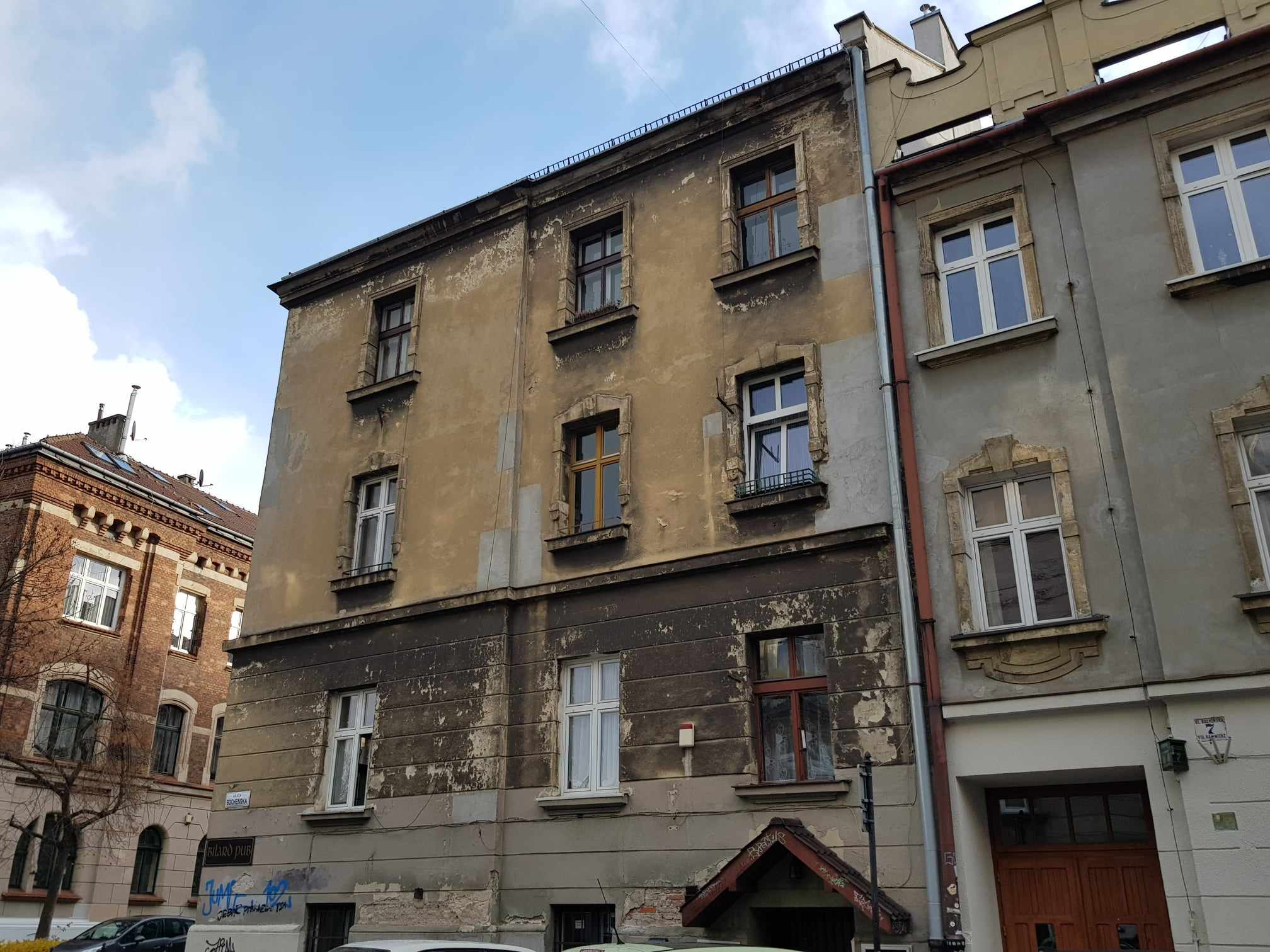
ul. Bocheńska 9 Kamienica (proj. Beniamin Torbe, 1908)